# Pripor
Pripor je zaporna kazen, ki je domnevno upravičena in ima nekaznovalni namen. Podobno, ampak drugačno od takšnega pridržanja, je pridržanje osumljenca ali preiskovalni zapor. V nasprotju s priporom mora pridržanju osumljenca hitro slediti kazenska ovadba. Lahko pa pride do pripora po ovadbi.
V večini zakonodaj so ljudje, ki trpijo za resnimi duševnimi boleznimi, podvrženi neprostovoljnim aretacijam. To spada pod zakonodajo o duševnem zdravju. Do aretacije pride na podlagi zdravstvenega stanja ali z namenom preprečitve škodovanja sebi ali drugim. Takega pridržanja ne moremo striktno umestiti pod pripor, saj gre za pridržanje z namenom zdravljenja; in se zaključi, ko ne obstajajo več razlogi za le-to.
Avstralski zakoni dovoljujejo pripor v različnih primerih. En od primerov je obvezno pridržanje migrantov. Uporablja se za iskalce azila, ki prispejo na avstralski teritorij ali v njihove vode ter za njih velja, da njihov status še ni dokončno urejen.
V Kanadi je vsakdo, ki je s strani sodišča označen kot nevaren prestopnik, lahko v priporu za nedoločen čas.
V Kostariki njihov Kazenski postopkovni zakonik iz leta 1998 dovoljuje dvanajst mesečno običajno predkazensko pridržanje oziroma "prisión preventiva" ali pa preiskovalni zapor. Do tega pride v primeru, da je oseba smatrana kot t. i. "flight risk". V primeru, da je primer "zapleten", pa je lahko podaljšan do treh let in pol zapora, ali pa celo več v nekaterih primerih. 23. maja 2013 je bilo priprtih več kot 3000 oseb. 
Policija lahko pridrži osebe do šestih ur, ne da bi bilo za to potrebno dovoljenje sodišča ali pa plačati kompenzacijo za napačno prijetje. Na podlagi stalne vojne tolp v Kobenhavnu (med motorističnimi tolpami in tolpami druge generacije mladinskih tolp) je bilo predlagano, da se meja šestih ur pridržanja podaljša za več tednov. Pred Konferenco klimatskih sprememb v Kobenhavnu ("Copenhagen Climate Council") leta 2009 so pripravili urgentne zakone, ki so policiji dovoljevale pridržati ljudi do dvanajstih ur, brez da bi jih osumili/obtožili za zločine. Kritiki so se bali, da bi te zakone podaljšali tudi po zaključku srečanja.
V Nemčiji je pripor (nemško: Sicherungsverwahrung, §66 Strafgesetzbuch) podoben pojmu pripora na Novi Zelandiji. T.i. Sicherungsverwahrung je lahko uporabljen le kot del (zaporne) kazni. Uporabljen je v primerih, ko gre za osumljence, ki naj bi storili resen prestopek in so smatrani za nevarne splošni varnosti. Gre za kazen za nedoločen čas, ki ji (lahko) sledi običajna zaporna kazen. Vsake dve leti se mora ocenit ustreznost (podaljšanja) pripora, s čimer se preveri grožnja, ki jo je posameznik predstavljal. Pripor se običajno izvaja v običajnih zaporih, vendar ločeno od običajnih zapornikov in z določenimi privilegiji. 
V Indiji se lahko pripor izvaja le do šestih mesecev. Po treh mesecih je tak primer obravnavan pred posvetovalno komisijo z namenom ponovne ocene stanja. Pripor v Indiji je bil uveden v časih britanskega vladanja okoli leta 1800. Zakonodaja na tem področju se ni spremenila in tako je pripor spadal pod Zakon o obrambi Indije iz leta 1939 ("Defence of India Act 1939") in kasneje pod Zakon o priporu iz leta 1950 ("Preventative Detention Act 1950"). V času vladanja premiejke Indire Gandhi je leta 1971 indijski parlament uzakonil kontroverzen t. i. "Maintenance of Internal Security Act", ki je bil kasneje v letih 1975-1977 večkrat amandmiran. Ta zakon je uzakonil številne kršitve človekovih pravic. Posledično je bil razveljavljen po koncu vladanje Indire Gandhi leta 1977, ko je oblast prevzela nova vlada.
V Maleziji pripor uzakonja t. i. "Internal Security Act 1960 (ISA)", ki je bil uveljavljen po tem, ko je Malezija postala neodvisna od Velike Britanije leta 1957. "ISA" dovoljuje pripor brez sojenja ali kazenske ovadbe pod omejenimi in določenimi okoliščinami. Ta zakon je uporabljen v primerih terorizma in proti komurkoli, ki predstavlja grožnjo nacionalni varnosti. Takratni malezijski premier Najib Razak je 15.9.2011 oznanil, da bo ta zakon razveljavljen in nadomeščen z dvema novima zakonoma, kar naj bi se nato zgodilo v marcu 2012. Malezijski parlament je 17.4.2012 potrdil nov zakon, t. i. "Security Offences (Special Measures) Act 2012 (SOSMA)". 
V Novi Zelandiji je pripor oziroma "preventive detention" dosmrtna kazen za nedoločen čas. Uporablja se ga za posameznike, ki so obsojeni za nasilne in/ali spolne zločine (npr. sociopatske morilce, serijske posiljevalce in povratniške pedofile). Gre za primere, ko je upravičeno domnevati, da bo obsojenec ponovil zločin, ko bo spuščen iz zapora. Ti posamezniki so lahko pogojno spuščeni le v primeru, če dokažejo, da ne predstavljajo več grožnje za družbo. V oktobru 2010 je na tak način bilo zaprtih 269 posameznikov. "Preventive detention" predvideva minimalno nepogojno kazen zapora petih let. Sodnik lahko le-to podaljša, če to upravičuje zapornikova zgodovina. Najdaljšo nepogojno kazen pripora služi William Bell, ki je bil leta 2003 kaznovan z minimalno nepogojno kaznijo 33 let za umor treh ljudi v mestu Auckland leta 2001. Kazen je bila kasneje zmanjšana na 30 let.
V času aparthajta je južnoafriška vlada uporabljala "preventive detention" za kaznovanje njenih političnih nasprotnikov. Sem je spadal tudi t. i. "Terrorism Act of 1967", ki je dal policiji pooblastila za prijetje teroristov ali oseb z informacijami o teroristih brez sodnega naloga.
Anglija in Walles sta leta 2003 imela predpise, uveljavljene s strani Laburistične vlade v letu 2003, ki so nevarne prestopnike obravnavali podobno kot tiste v Kanadi. T.i."Legal Aid, Sentencing and Punishment of Offenders Act 2012" je odpravil zapor z namenom javne zaščite (Imprisonment for Public Protection (IPP)) brez, da bi podal njegovo zamenjavo. Kljub temu so lahko prestopki storjeni pred letom 2012 vseeno stvar uporabe "IPP".
V ZDA šesti amandma ameriške ustave garantira pravico do hitrega in javnega sojenja. Potemtakem aretirane osebe ne morejo biti prijete za daljše obdobje brez da bi se jim začelo soditi. Obsojene osebe so lahko zaprte za nedoločen čas, če gre za "nevarne prestopnike" (Dangerous Offender).